# Торре-де-Бузі
Торре-де-Бузі (італ. Torre de' Busi) — муніципалітет в Італії, у регіоні Ломбардія, провінція Лекко.
Торре-де-Бузі розташоване на відстані близько 500 км на північний захід від Рима, 45 км на північний схід від Мілана, 12 км на південний схід від Лекко.
Населення — 2079 осіб (2014).

## Демографія
Населення за роками:

Станом на 1 січня 2023 року в муніципалітеті офіційно проживало 67 іноземців з 28 країн, серед них 20 громадян країн Євросоюзу та 2 громадяни України.

## Сусідні муніципалітети
- Калольцьокорте
- Каприно-Бергамаско
- Каренно
- Чизано-Бергамаско
- Коста-Валле-Іманья
- Монте-Маренцо
- Ронкола